# Camellia petelotii
Camellia petelotii är en tvåhjärtbladig växtart som först beskrevs av Elmer Drew Merrill, och fick sitt nu gällande namn av Joseph Robert Sealy. Camellia petelotii ingår i släktet Camellia och familjen Theaceae. Utöver nominatformen finns också underarten C. p. microcarpa.